# معركة مستشفى نيقوسيا
معركة مستشفى نيقوسيا هو اشتباك عسكري جرى في فترة حالة الطوارئ القبرصية. خططت منظمة إيوكا لغارة لإنقاذ بوليكاربوس جيوركاتزيس، وهو أحد منتسبيها ممن سجنتهم بريطانيا، وقد نقل إلى المستشفى. فكان الهروب ناجحًا، على الرغم من تكبد الفريق المهاجم خسائر.